# DSEI
La Defence and Security Equipment International (ou DSEI) est une foire aux armes qui se tient tous les deux ans dans les Docklands de Londres. Y participent à la fois des représentants de sociétés d'armement et des délégations militaires du monde entier. Chaque année, ce salon suscite des protestations de militants, d'hommes politiques et de la société civile - d'autant que de nombreux régimes invités à acheter des armes sont également accusés de violations des droits de l'homme et de violation du droit international humanitaire.

## L'histoire de la DSEI
De 1976 à 1991, l'exposition d'équipement de l'armée britannique et l'exposition d'équipement de la Royal Navy avaient lieu une année sur deux (respectivement à Aldershot et à Portsmouth). Des délégations d'outre-mer pouvaient être présentes, mais sur invitation. Bien qu'ayant été en guerre contre l' Iran durant près de six ans, une délégation de cinq membres d'Irak était présente en 1986.
En 1993, les deux expositions ont été combinées et produites biannuellement, jusqu'à ce que le gouvernement britannique décide de privatiser l'exposition.
La société d'exposition Spearhead s'en est vu confier l'organisation. Elle a lancé son premier DSEI (alors connu sous le nom de Defence and Systems Equipment International), en 1999 à Chertsey dans le Surrey . En 2001, le salon a déménagé vers son lieu actuel : le centre d'exposition ExCeL dans les Docklands de Londres. Le nom de DSEI a été modifié en 2009, le mot Systems remplaçant le mot Security.

### Propriété actuelle
En avril 2008, la société gestionnaire de la DSEI a été acquise par Clarion Events. Au même moment, Clarion achetait aussi ITEC (salon avec conférences, expositions, démonstrations… sur la simulation militaire, la formation militaire, l'aérospatiale et à la défense en Amérique latine.
L'organisation par Clarion de DSEI en a fait une nouvelle cible de protestations. En juillet 2017, des militants pour la Paix ont écrit « la guerre commence ici » devant les bureaux de l'entreprise.
La CAAT (Campagne contre le commerce des armes) a alerté sur le fait que la décision de vendre, de la part anciens propriétaires Reed Exhibitions faisait suite à des critiques substantielles de la part de professionnels de la santé, d'universitaires, ainsi que de critiques des militants, sur la nature a priori immorale de ce salon.

## Polémique politique
La DSEI travaille en étroite collaboration avec le service de promotion des exportations d'armes du ministère du Commerce international (DIT DSO) pour inviter des délégations militaires étrangères. Certaines de ces délégations sont accusées d'être antidémocratiques et de ne pas respecte les droits de l'homme. En 2015, 61 pays ont été invités à DSEI. Parmi ceux-ci, 14 étaient caractérisés par l'indice de démocratie de l'Economist Intelligence Unit comme ayant des régimes autoritaires. Quatre (la Colombie, l'Irak, l'Arabie saoudite et le Pakistan) figuraient également sur la liste du gouvernement britannique des pays sources de nombreuses préoccupations en matière de droits de l'homme. Six pays ont été caractérisés par l'Institut de Heidelberg pour la recherche internationale sur les conflits comme étant « en guerre » à l'époque.
La Campagne contre le commerce des armes a critiqué le salon des armes de la DSEI, mais d'autres ONG telles qu'Amnesty International ont aussi critiqué le salon - se concentrant sur la présence de régimes violant les droits humains, ainsi que sur la vente de matériel de torture illégal. En 2015, Amnesty International a critiqué la décision de l'organisateur d'exclure le chercheur en droits humains Oliver Sprague du salon des armes. Amnesty a déclaré qu'elle soupçonnait « les organisateurs voulaient empêcher les experts des droits humains de détecter la présence de toute activité illégale lors de l'événement, qui a une histoire mouvementée ».

### Le point de vue de politiciens sur la DSEI
Bien que le gouvernement ait soutenu l'événement depuis sa création, les politiciens de l'opposition l'ont critiqué. En 2017, le maire de Londres, Sadiq Khan, a appelé à son interdiction. Il a déclaré : « Le salon de l'armement de Defence and Security Equipment International (DSEI) n'est pas un événement que je soutiens. ExCeL est un espace commercial à louer. Je m'oppose à ce que Londres soit utilisée comme un marché pour le commerce des armes vers les pays qui contribuent aux violations des droits de l'homme. » D'un autre côté, Boris Johnson, quand il était maire de Londres, a soutenu le maintien de ce salon des armes.

### Opinion publique et DSEI
En 2015, un sondage fait auprès de 2000 adultes britanniques, par Opinium , a montré que 43 % des sondés pensaient que le gouvernement ne devrait pas s'impliquer dans l'organisation de foires aux armes comme la DSEI ; 19 % pensaient qu'il le devrait. Lorsqu'on leur a demandé si le gouvernement devrait être impliqué dans l'organisation de foires aux armes auxquelles les auteurs de violations des droits humains sont invités, 64 % ont répondu « non » et 9 % ont répondu « oui ».

### Matériel de torture illégal
Lors de plusieurs foires aux armes de la DSEI, les organisateurs ont été critiqués après que du matériel de torture a été trouvé en vente sur le salon.
En 2015, deux entreprises d'armement présentes à la foire (Tianjin Myway et Magforce International) ont fait la publicité de fers pour jambes et de matraques électriques. En 2007, une autre société chinoise appelée Famous Glory a fait de la publicité pour des fers interdits dans sa brochure. En 2011, Amnesty International a affirmé que du matériel de torture illégal était de nouveau exposé.

### Protestations
L'événement a beaucoup attiré l'attention de certains groupes d'activistes. Les années 2001, 2003 et 2005 ont connu des protestations importantes. L'ancien maire de Londres, Ken Livingstone, a critiqué l'événement et même la police métropolitaine s'est prononcée sur le coût de la police de l'événement. En 2013, le maire de Londres Boris Johnson a soutenu l'exposition, ce qui a suscité une controverse avec les militants.
Les manifestants ont ciblé Lockheed Martin en bloquant les entrées de leur bureau de Regent Street. Un dîner de réseautage destiné aux participants de la DSEI a aussi été pris pour cible par des manifestants assis à l'extérieur de la salle Troxy et tenant une banderole disant : « Les marchands d'armes ici aujourd'hui - ce n'est pas OK ! ».

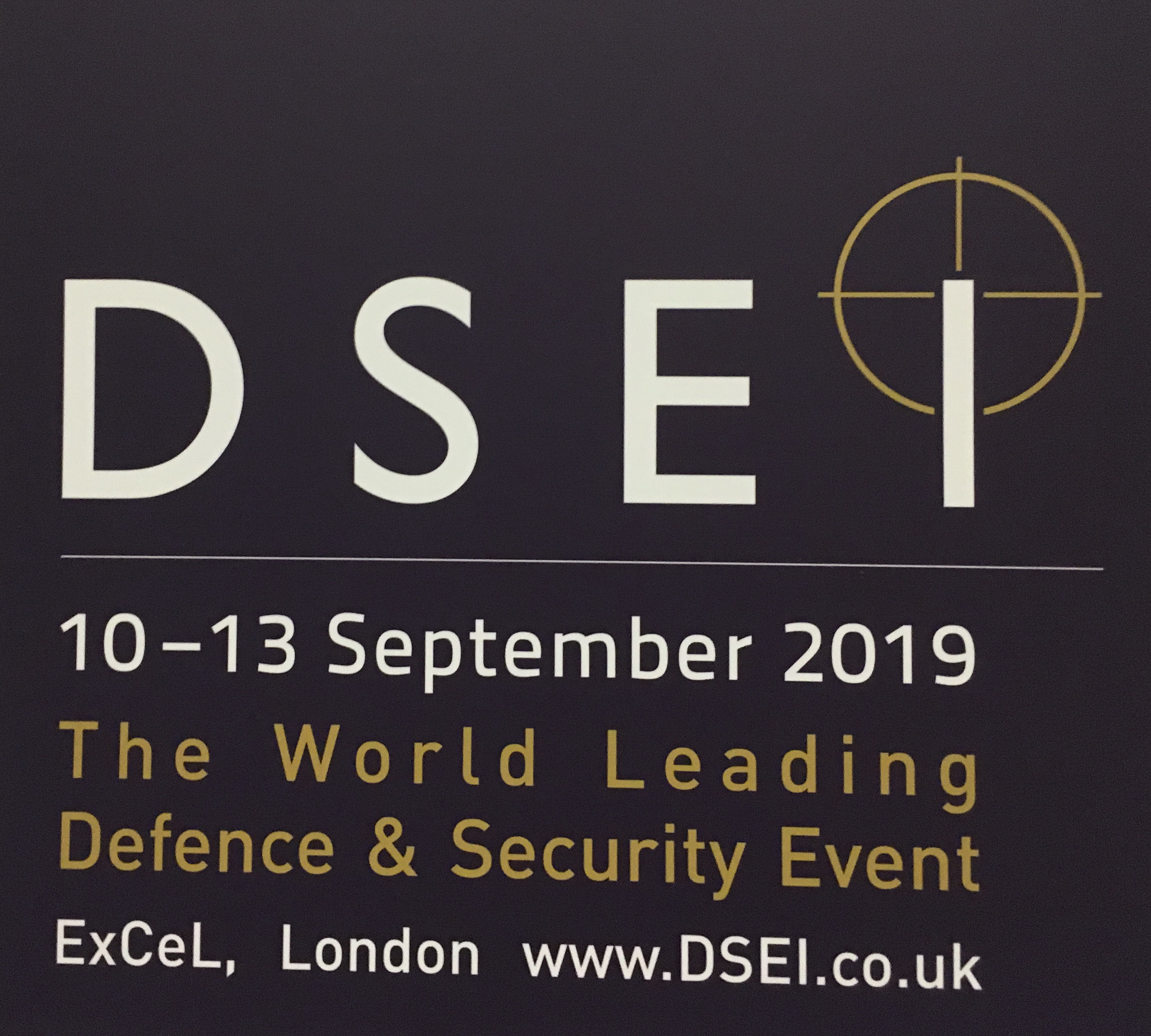
DSEI 2019

Durant les manifestations de 2015 contre ce salon de l'armement, huit personnes ont été arrêtées pour avoir bloqué une route menant au centre Excel afin d'empêcher les chars et les véhicules blindés de se rendre au salon. Le Crown Prosecution Service les a accusés d'avoir bloqué une autoroute, mais le juge a jugé qu'en tentant de perturber le salon des armes, les manifestants avaient tenté d'empêcher des crimes plus graves tels que le génocide et la torture.
La défense dans l'affaire a fait valoir que cette foire aux armes a facilité le gouvernement répressif de Bahreïn, la campagne de bombardements de l'Arabie saoudite au Yémen et la répression interne de la population kurde par la Turquie. Le juge de district Angus Hamilton a déclaré : « [Il y a] des preuves claires, crédibles et largement incontestées des témoins experts d'actes répréhensibles à la DSEI et des preuves convaincantes que ceci s'est effectivement produit en 2015. Ceci n’a pas fait l’objet d’une enquête appropriée de la part des autorités, et il pourrait être déduit des réponses des policiers, qu'ils n'ont pas pris les allégations portées par les accusés contre ce salon au sérieux. ».
Des militants ont gêné l'événement en bloquant les entrées du centre,.
En 2019, Rowan Williams (ancien archevêque de Canterbury) a condamné cette foire, en ajoutant que« la manière dont une grande partie du commerce des armes fonctionne aujourd'hui reste une tache sur le paysage moral mondial. ».

### Sites officiels
- Site officiel DSEI
- Événements Clarion

### Liens anti-DSEI
- Stop The Arms Fair coordonne les actions contre le salon des armes
- Campagne contre le commerce des armes Campagne sur les foires aux armes